# 杜嘉班纳

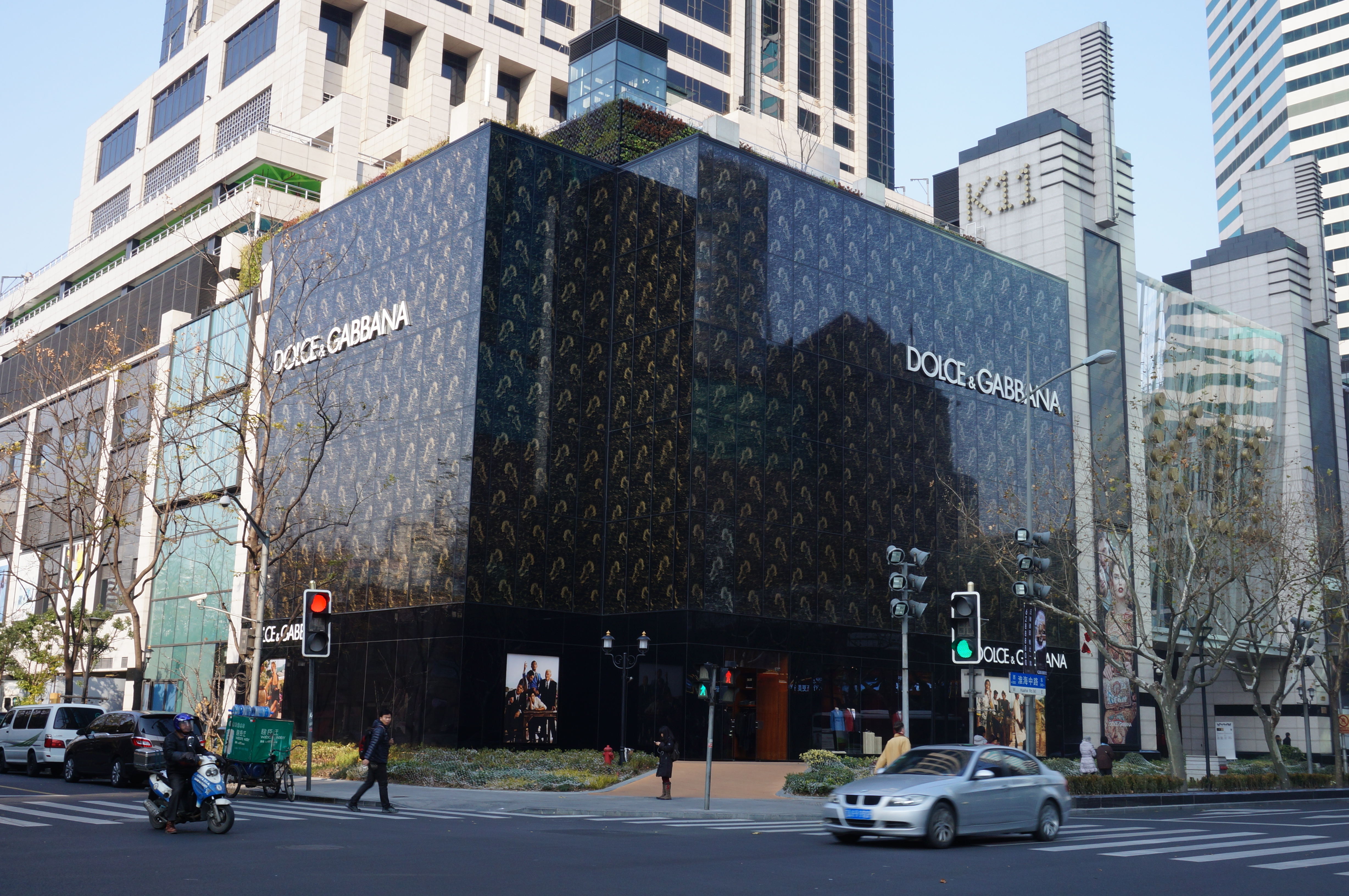
Dolce & Gabbana位於上海淮海中路的分店

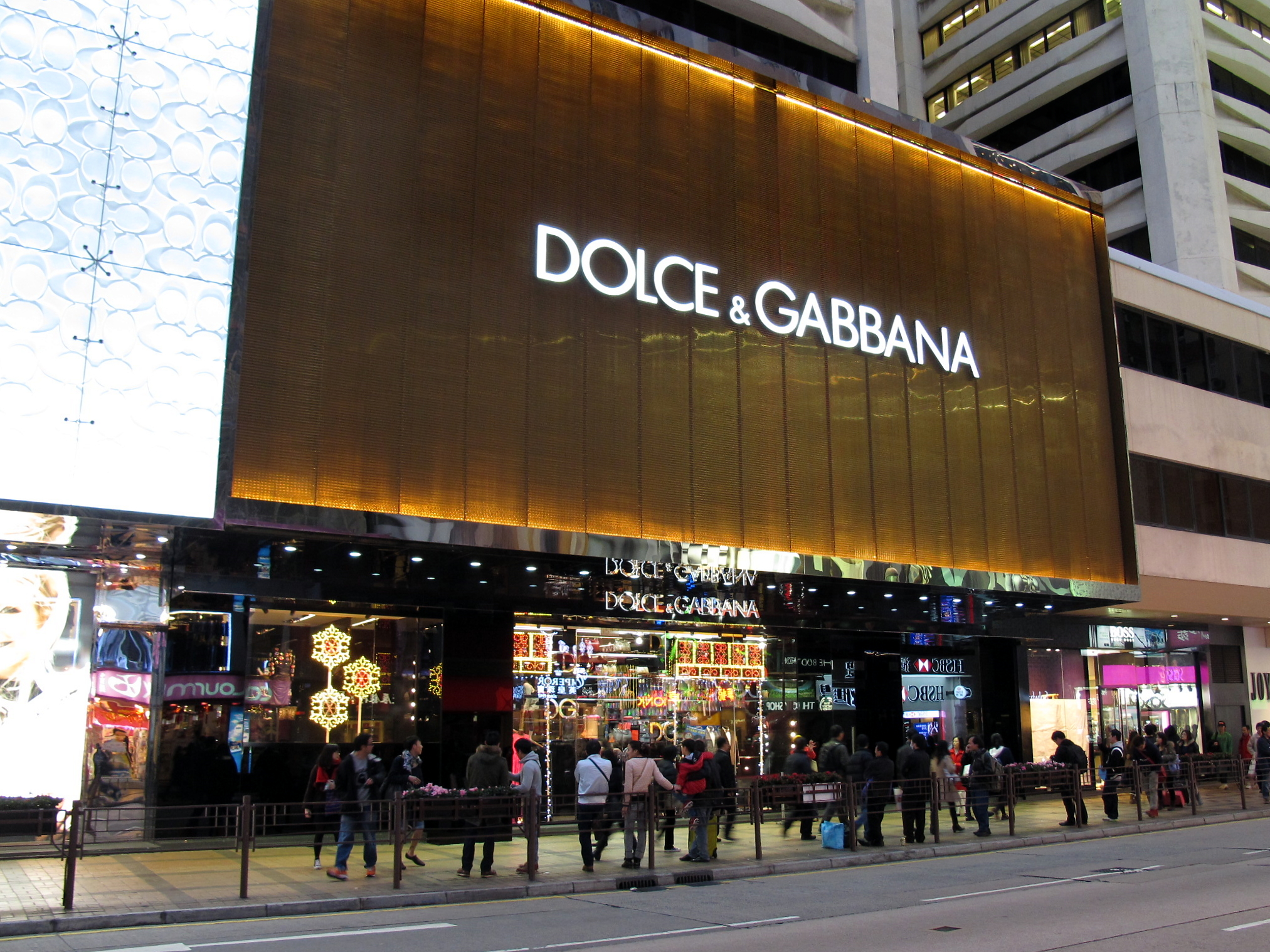
Dolce & Gabbana位於香港海港城分店

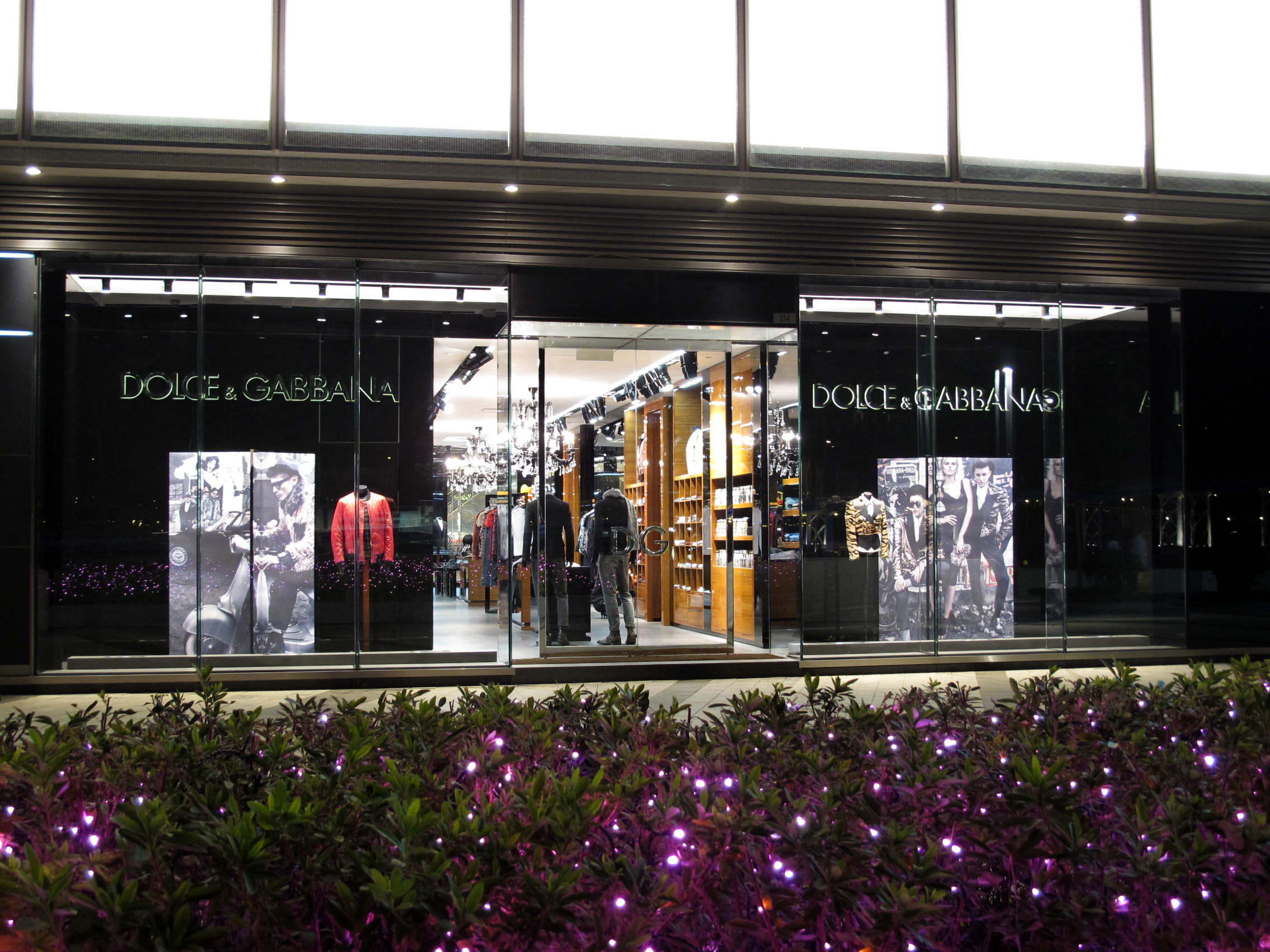
Dolce & Gabbana位於澳門壹號廣場分店

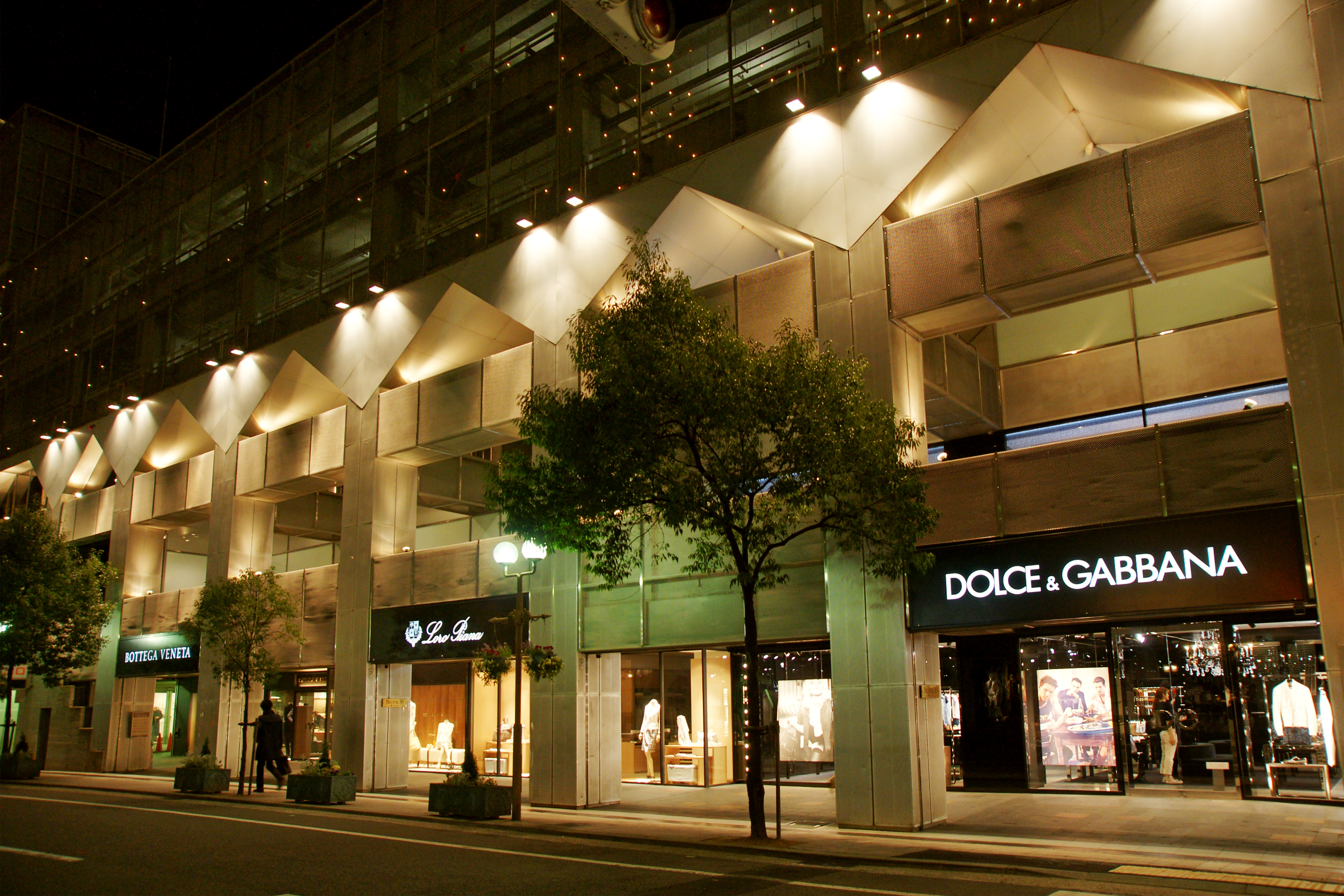
Dolce & Gabbana位於日本神戸市分店

杜嘉班纳（義大利語：Dolce&Gabbana，縮寫：D&G，義大利語發音：[ˈdoltʃe e ɡɡabˈbaːna]）是一間全球時裝設計公司，由義大利設計師多梅尼科·多尔切和史蒂法诺·加巴纳創辦，兩人的姓氏也是品牌名稱的來源；總部位於意大利米蘭。杜嘉班纳曾經為麥當娜、莫尼卡·貝魯奇、濱崎步、伊莎貝拉·羅塞里尼、吉賽兒·邦臣和凱莉·米洛等人設計服裝。

## 历史

### 早期
多梅尼科·多尔切于1958年8月13日出生在西西里岛波利齐杰内罗萨。史蒂法诺·加巴纳则于1962年11月14日在米兰出生。多尔切在六岁时就首次为自己设计并裁剪了服装。他们二人通过电话相识，那时多尔切打电话给加巴纳所工作的时装店询问就业机会。在被该时装店雇用后，加巴纳将多尔切庇护在自己的羽翼之下，向他讲授时装店的设计流程是如何运作的，并教他如何草拟新设计图。在多尔切被雇用后不久，加巴纳即被征召入伍，开始其为期18个月的兵役，在1982年他退伍之后，他们便合伙成立了一间设计师咨询公司。
在他们刚开始一起工作时，他们总是分别开发票，后来一位会计建议他们把发票开在一起，以便简化账目处理，同时还可节省成本，因而他们两个开始以“多尔切（Dolce）和加巴纳（Gabbana）”之名向客户开发票，杜嘉班纳（Dolce & Gabbana）也便成为了他们开发设计业务的名称。1985年10月，他们搭档设计的第一个时装系列秀与其他五家意大利新品牌一起在米兰时装周上进行了展出。他们当时没有钱请模特，只好寻求朋友帮助；而且他们也没有钱为模特购置配饰品，因而模特们只简单地使用自己的首饰来点缀服装。他们甚至使用多尔切从家中带来的床单作为他们的舞台幕布。
出于他们在秀场上采用当地业余女模特的部分原因，两位搭档将自己设计的第一个时装系列命名为真女人。第一个时装系列的销售令他们非常失望，加巴纳因此取消了他们为制作第二个时装系列已下的面料订单。就在此时，他们前往西西里与多尔切家人一起过圣诞节，多尔切家愿意帮助他们支付这一订单费用，而且幸运的是纺织公司并未及时收悉取消订单的通知，就这样在他们返回时，他们所预定的面料已发抵米兰。他们于1986年完成了自己的第二个时装系列，并在同年开张了第一家时装店。迈克尔·格罗斯（Michael Gross）曾在1992年的一次采访中提到了他们的第三个时装系列，文中这样表述：“他们仅为少数的意大利时尚编辑私下所知。他们所请的寥寥数个模特在摇摇晃晃的幕布后面更衣。他们将自己的系列称为T恤棉及弹性丝时装变换。”由于穿戴者可使用Velcro尼龙搭扣和摁扣调整服装造型，因而他们此系列服装附带有介绍七种不同穿衣方式的说明。
他们的第四个时装系列首次对意大利时装市场产生了显著的影响。在这一系列中，多尔切汲取其西西里根脉精髓。广告由摄影师费尔南多·希安纳（Fernando Scianna）在西西里岛拍摄，照片为黑白色，灵感来自于20世纪40年代的意大利电影。他们在第五个时装系列中继续沿用来自于意大利电影的灵感，借鉴了电影制作人卢奇诺·维斯康蒂（Luchino Visconti）及其电影作品《豹》（The Leopard）的风格。
第四个时装系列中的一件作品被时尚媒体称作“西西里女装”，并且作者哈尔·鲁宾斯坦（Hal Rubenstein）认为这是有史以来所设计的100套最重要女装之一。它被认为是该品牌在这一时代最具代表性的作品。鲁宾斯坦在2012年描述该作品时这样写道：“西西里女装体现了杜嘉班纳的精髓所在，是该品牌服装的试金石。该套女装受薄裙启迪，灵感来自于安娜·玛格纳妮（Anna Magnani），它集合了安妮塔·艾克伯格（Anita Ekberg）、索菲亚·罗兰（Sophia Loren）等女星的优雅缩影。肩带的设计紧身合体，就像文胸的肩带；领口设计流畅简洁，但至少被分截两次，凸显胸部曲线，并在中间部位升起的缝摺处相交，轻微提升胸部。该套裙装不仅流线下滑，而且在腰部采用贴身收腰设计，但却并不过分束身，随后加宽以突出臀部，只是在膝盖部位略微收窄，从而使穿戴者在行走之时更显婀娜多姿。”

### 新系列及新市场
两位搭档于1987年推出了一个独立的针织品系列，并于1989年开始设计内衣系列和海滩装系列。然后，他们于1990年推出了自己的第一个男装系列。他们还在这一年将设计工作室迁入其第一家正式办公机构，除了继续设计其原有的服装外，还开始设计礼服以及其他更为昂贵的服饰。他们1990年的春/夏女装系列参照了拉斐尔（Raphael）的神话作品，两位搭档也因其设计的水晶镶嵌服装而逐渐赢得声誉。1991年的秋/冬女装系列也采用饰品点缀，包括精致的纪念章和装饰紧身内衣。1992年的秋/冬女装系列虽然仍含有水晶点缀的紧身衣，但其灵感则来自于20世纪50年代的银屏。
他们的男装系列在1991年荣获国际纯羊毛标志大奖（Woolmark Award）的年度最具创新性男装系列奖。他们初尝被国际认可的喜悦是在1990年的戛纳电影节，那时麦当娜（Madonna）身穿来自于杜嘉班纳的宝石缝制紧身胸衣和外套出席了《真心话大冒险：与麦当娜同床》（Truth or Dare: In Bed with Madonna）首映式。之后这两位搭档便在1993年与麦当娜合作，为该位艺术家的国际巡回演唱会女孩秀（Girlie Show）设计了1500多套演出服装，此次巡演的目的是支持她的1992年专辑Erotica。在一次有关演出服装的采访中，麦当娜评价道：“他们的服装非常性感，并具有幽默感，就像我一样。”在1994年，他们以模特克里斯蒂·特林顿（Christy Turlington）的名字将工作室的双排扣外套商标命名为“La Turlington”。同年该公司还推出了其针对年轻人的副线品牌D&G。在1996年，D&G的时尚秀仅在互联网上上演，而并未在秀场展示，尝试将时尚秀引入新媒体。在那一年，杜嘉班纳还为电影《罗密欧与朱丽叶》（Romeo + Juliet）设计了戏服。
在电影业方面，1995年多尔切和加巴纳均曾作为临时演员在由导演吉塞贝·托纳多雷（Giuseppe Tornatore）执导的电影《新天堂星探》（L’Uomo delle Stelle）中出演次要角色。他们还曾在罗伯·马歇尔（Rob Marshall）的改编电影《九》（Nine）中出演较为重要的客串角色。此外，作为设计师，他们还参与了杜兰杜兰（Duran Duran）乐队的单曲《女孩惊恐！》（Girl Panic!）音乐视频。
在他们于20世纪90年代进行的市场扩张方面，杜嘉班纳于1989年同Kashiyama集团签署协议，在日本开设了他们在的首家精品门店。在1992年，他们推出了自己的首款女用香水，取名为"Dolce & Gabbana Parfum"，该香水荣获香水学院1993年国际奖（Perfume Academy）的年度最佳女用香水奖。他们的第一款男用香水——"Dolce & Gabbana pour Homme"在1995年被同一学院授予年度最佳男用香水奖。那一年，由于他们选择了美国黑帮主题作为其作品灵感，杜嘉班纳系列在英国和意大利媒体上颇受争议。杜嘉班纳将这一1995年秋/冬灵感转置到女装上，有批评就此指出他们将色情倾向带入服装。事实上这两位搭档之前也曾使用过这一主题。在1992年，摄影师史蒂文·梅塞（Steven Meisel）曾为设计工作室拍摄了一套广告，在该套广告图片中模特们以“黑帮痞气”摆出造型。这包括20世纪30年代风格的宽翻领外套和黑皮帽。
作家尼若帕玛·庞德（Nirupama Pundir）指出：“凭借其超柔美及奇异幻想风格，杜嘉班纳打破了在20世纪90年代占主导地位的严肃及清醒时尚风格。”

### 成为全球性知名品牌
杜嘉班纳继续与麦当娜合作，为她2001年的“沉沦”（Drowned）国际巡回演唱会设计演出服装，此次巡演的目的是支持她的2000年专辑音乐（Music）。此外，他们还曾为梅西·埃丽奥特、碧昂丝和玛丽·布莱姬的国际巡回演出设计服装。在1999年，两位搭档亮相于《奥普拉·温弗里秀》，以支持歌手惠特尼·休斯顿，她通过该节目首次展示杜嘉班纳为她的我爱即你爱（My Love is Your Love）巡演所设计的演出服装，时尚及音乐评论家则认为此次服装风险极大。进入21世纪后，两位搭档继续为音乐艺术家设计演出服装，包括凯莉·米洛的“歌女归来”（Showgirl Homecoming）巡演。值得一提的是，麦当娜也参与了杜嘉班纳2010年的广告宣传。
在21世纪初，杜嘉班纳还从足球运动中汲取大量灵感。在2003年，男装系列的灵感主要来自于世界著名足球明星。同样，其他艺术形式也从杜嘉班纳获取灵感。在2003年，舞蹈音乐艺术家法兰基·纳克鲁斯曾说过，该设计工作室是时尚和音乐流行趋势的“晴雨表”。由于他们在设计界的影响，在2002年，许多欧洲著名设计师重新审视杜嘉班纳早期设计的一个主要部分——紧身内衣，认为它是未来流行趋势。近些年来，为了促进新系列产品公开前的销售，同时也为了防范快时尚公司对他们设计的模仿，杜嘉班纳开始为买家保留自己最新系列的独家视点。
在2012年，为了加强主线品牌，将副线D&G并入主线Dolce & Gabbana品牌之中。D&G最后的独立系列在2011年9月举办的2012年春/夏时装秀中完美谢幕。2005年的《纽约客》杂志指出：“正像20世纪90年代的普拉达和20世纪80年代的阿玛尼，杜嘉班纳正在逐步成为2000年代的设计师，他们的品味引领着整个时代。”在所获个人奖项方面，多尔切和加巴纳在1996和1997年连续两年被《FHM》评选为年度最佳设计师奖。在2003年，《GQ》杂志将多尔切和加巴纳评选为“年度男士（Men of the Year）”。随后在2004年，英国《Elle》的读者将多尔切和加巴纳评选为2004年Elle时尚大奖的最佳国际设计师奖。2010年6月19日，杜嘉班纳在米兰斯卡拉广场（Piazza della la Scala）和马力诺宫（Palazzo Marino）为其品牌举办了20周年庆。他们还在第二天举办了一场公开展览，其中包括在一间房间中随意堆放了数十台电视，每一台电视都在播放着该设计工作室以前所设计的不同系列，回顾了其20年的发展历程。
於2018年秋冬的 Dolce & Gabbana 時裝show，場地刻意打造為天主教祭壇，整體風格也一如以往圍繞著天主教元素發揮。各種天使、聖母的宗教符號，以精緻的時尚工藝繡出，並與充滿義大利風情的印花互相拼貼。在模特兒身上，有衣服寫著 “fashion sinner"。而Dolce & Gabbana就設計了一個以手袋為圖騰的造型，模特兒的眼鏡、衣服、頭飾都是手袋，充滿反諷意味。
而在catwalk開始之前，品牌呼籲嘉賓先將手機Wi-Fi功能關閉，並且延遲超過半小時開場。因此令美國時尚雜誌《Vogue》總編Anna Wintour於未開始就打算離場，後來得到品牌人員挽留她來繼續看show。而在catwalk開始前，品牌一反傳統，利用航拍機吊著最新手袋出場，令觀眾驚喜不已。
2018年，Dolce&Gabbana宣佈於4月18日會在墨西哥的索馬亞博物館發布男女高級訂製系列及4月初將於紐約發表多個系列，開始進軍美國市場。
2018年，以華麗浮誇著名的Dolce & Gabbana在意大利的黃昏科莫湖舉行了它的Alta Moda Show。

## 品牌

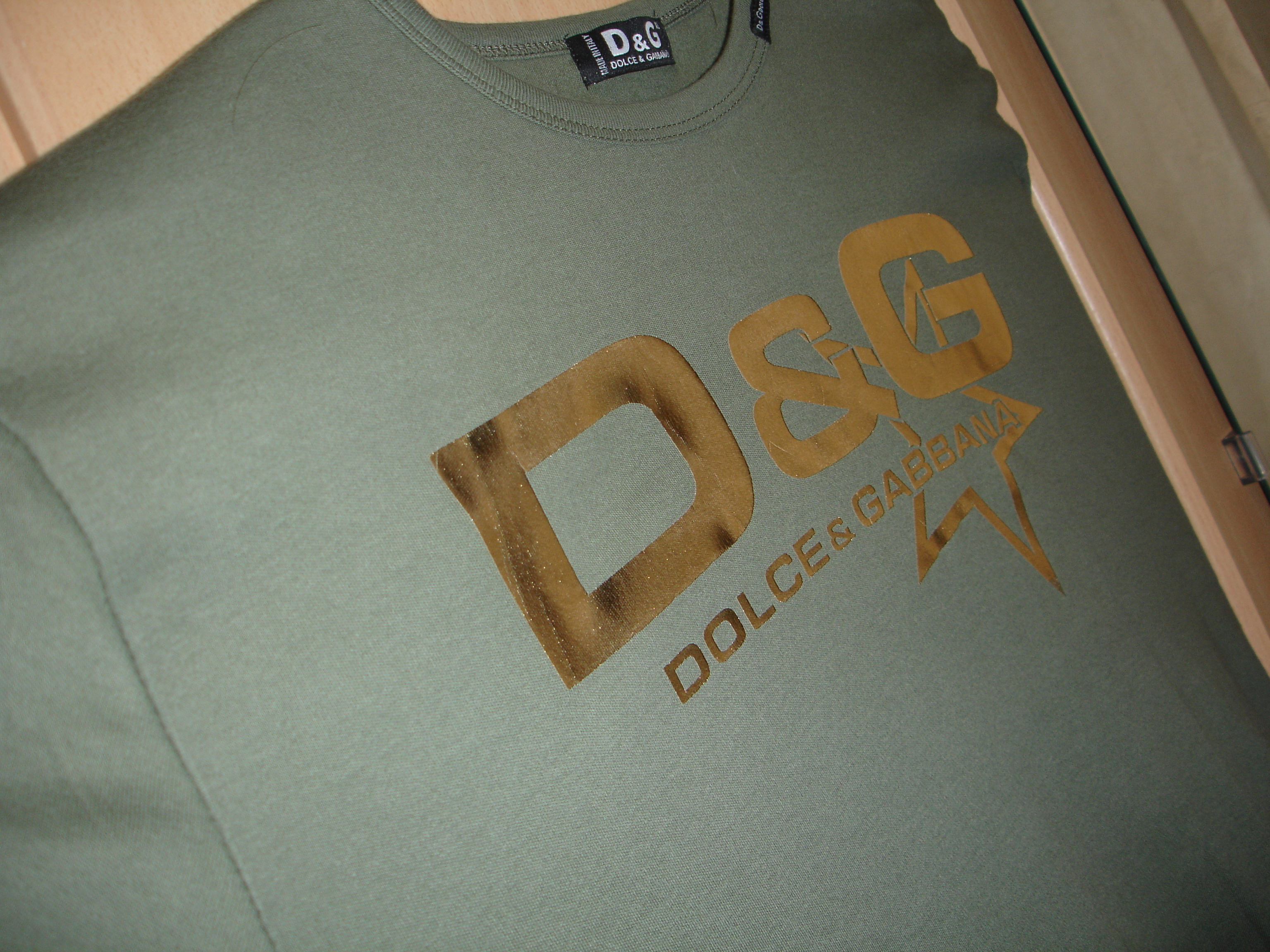

杜嘉班纳曾有两个主打品牌（D&G和Dolce & Gabbana），这两个品牌在2012年合并为品牌Dolce & Gabbana。

### Dolce&Gabbana
Dolce&Gabbana（与公司名称不同，拼写无空格）以奢侈品为主，更多受设计师的影响，更为正式和‘永恒’，既顺应长期趋势又兼顾季节变换。而且，它还销售太阳镜和矫正视力眼镜、皮包、手表以及化妆品。

### D & G
D & G属休闲系列，以城市灵感和征服为主线引领趋势，而并非简单地跟风。它是更年轻、更艳丽的副线品牌。与Dolce&Gabbana不同，D&G销售手表及服装。首个男士D&G系列于1994年1月份推出，而第一个女士D&G系列则于同年4月份推出。

### 其他系列
杜嘉班纳曾推出过一个婚纱系列，但该系列只在1992至1998年之间市售。杜嘉班纳家居系列起始于1994年，该系列也于1999年中断，其中一些为D&G所设计创制的独特作品得以保留。首个海滩女装系列于1989年开发，随后在1992年开发了首个海滩男装系列。D&G在1998年推出了眼镜系列，并于2000年推出了腕表系列。D&G还于同年推出了男士及女士内衣系列，该系列独立于其Dolce & Gabbana品牌内衣系列。在2001年，他们为儿童推出了D&G儿童系列。两位搭档于2006年为女士推出了豹纹配饰Anamalier系列，并于2007年为男士推出了旅行箱鳄鱼系列。由该设计工作室设计制造的其它手提包包括Miss Sicily大手提包和“Dolce”手提包，这些提包以稻草和皮革为材料进行制作。
在2009年，他们推出了自己的首个彩妆系列，并以斯嘉丽ˑ约翰逊（Scarlett Johansson）为其广告宣传代言人。在2011年年底，杜嘉班纳推出了自己的首个珠宝首饰系列，该系列共有80件首饰品，包括珠宝念珠、精巧迷人的手镯以及项链。如上文所述，杜嘉班纳凭借其香水也荣获了数项殊荣。他们目前行销的香水包括：“The One”（唯一）、“Sport”（运动）、“Light Blue”（浅蓝）、“Classic”（经典）、“Sicily”（西西里）、“The One Rose”（玫瑰）以及原香型“Pour Homme”（男士香水）和“Parfum”（香水）。

### 互联网
杜嘉班纳采用图标“DG”作为其标识，但是他们从未获得与之相应的网址DG.com。
事实上，DG.com是最老的互联网域名之一，它于1986年由电脑公司通用数据公司（Data General）注册，现已不存在。DG.com在2010年6月被美国小商品连锁店Dollar General购买，该公司采用不同的DG标识销售其产品。

## 合作伙伴

### 体育运动
杜嘉班纳自2004年以来一直为AC米兰足球队设计球衣。除了采用杜嘉班纳设计的球衣外，AC米兰球员在出席球场以外的官方活动时，均以球队发放的Dolce & Gabbana品牌服饰统一着装。两位搭档还为意大利国家足球队设计球场外套装。在2010年，杜嘉班纳与切尔西足球俱乐部签署了一份三年协议，为该俱乐部设计并提供球衣和球场外套装。除了为俱乐部男性工作人员和足球队员提供服装外，该协议还包括为女性工作人员制作服装。为该俱乐部设计的球场外服装包括一套深蓝色西服，特色之处在于胸前口袋上的狮子标志。设计师们还重新设计了俱乐部董事休息室和主要办公接待区。此外，杜嘉班纳还冠名赞助米兰雷霆意大利拳击队（Milano Thunder Italian Boxing Team）。

### 产品
在2006年，杜嘉班纳和摩托罗拉合作生产了Motorola V3i Dolce & Gabbana手机。然后在2009年，杜嘉班纳和索尼爱立信合作生产了Jalou手机系列的一个版本，该版本手机采用24K金精制，而且还将设计工作室的标识醒目地刻饰在这一双方共同设计的科技产品上。杜嘉班纳还和雪铁龙携手合作，共同设计了C3 Pluriel小型敞篷车的一个版本。在2010年，杜嘉班纳和马天尼合作生产了“金版”苦艾酒。此外，设计工作室还在2010年与歌星麦当娜合作，推出联手设计并以MDG命名的太阳镜系列。

## 广告宣传
杜嘉班纳第一款女用香水的商业广告曾在意大利投放数年，该广告由电影制作人朱赛贝·托纳多雷拍摄，埃尼欧·莫里科内配乐，并由影星莫妮卡·贝鲁奇出演。30秒钟的超现实主义广告以一位年轻男士在海边的石脊上猛击一条章鱼拉开画面。他起身环顾四周，看到一些当地妇女。在由两位妇女扯起的白色单子遮挡下，一位年轻女士（贝鲁奇）正更换一件50年代样式的泳衣。在更衣之后，她将换下的胸罩扔在仙人掌上，并走向大海。然后画面切换到她躺在一张精美的床上，在海边看到她的那位年轻男士正站在她的窗外，将她的胸罩放在鼻下轻吻。广告以黑色背景衬托下的一对杜嘉班纳香水瓶画面结束。在2003年，杜嘉班纳香水Sicily（西西里）采用另一超现实主义商业广告宣传，该广告以一场西西里人葬礼为主线，也是由吉塞贝·托纳多雷所执导。
吉赛尔·邦辰出演了香水“The One”（唯一）2006年的广告大片，该片描写邦辰在梳妆镜前化妆，中间穿插蜂拥而至的摄影师和闪烁的闪光灯；然后她穿上了金色的礼服、鞋子，并配带了一副D&G太阳眼镜。为杜嘉班纳制作广告大片的摄影师和电影制片人包括：吉安帕罗·巴比耶里、米克尔·孔泰、法布里齐奥·费瑞（Fabrizio Ferri）、史蒂文·卡莱恩、史蒂文·梅塞、墨特-马可斯组合、让·巴蒂斯特·蒙迪诺、费迪南多·希安纳、吉安帕罗·斯古拉、马里奥·索兰提、索威·桑德波、马里奥·特斯蒂诺、朱赛贝·托纳多雷和马里亚诺·维万科。杜嘉班纳因其广告宣传已荣获了两次Leadawards奖，该奖项是德国领先的广告奖。他们在2004年因其秋/冬2003/04广告宣传而获此殊荣，并在2006年因其秋/冬2005/06广告宣传再次赢得此奖项。

## 灵感及风格
杜嘉班纳最初受折中派和简约商店波希米亚风的影响，其深色、动物纹设计被描述为“高级嬉皮士风”，灵感特别来自于意大利声望卓著的电影史。“当我们设计时，它就像是一部电影（多梅尼科），”多梅尼科ˑ多尔切说道，“我们首先设想一个故事，然后设计服装来迎合它（多梅尼科）。”相比引领潮流而言，他们更主张注重于创造最佳、最炫的时装，他们曾经表示，即使人们认为他们对时尚历史的唯一贡献是黑色胸罩，他们也并不介意（多尔切和加巴纳2007）。
D & G商标包括内衣外穿时装（如紧身胸衣和胸罩搭扣）、黑道老大款式的细条纹套装和奢华的印花大衣。同时，他们的女士系列总有强大的广告支持，如1987年由费迪南多ˑ希安纳拍摄、以模特马尔贝莎（Marpessa）为代言人的黑白广告宣传大片（杜嘉班纳）。“他们对黑色礼服和严谨女衫有着独到的设计（多梅尼科），”罗西里尼（Rossellini）曾评论道，“我穿的第一件他们品牌的服装是白衬衫，它让人看起来很纯洁，服装的裁减突出了胸部，给人一种呼之欲出的感觉（多梅尼科）。”
多尔切和加巴纳曾一度被戏称为“意大利时尚界的吉尔伯特与乔治（Gilbert与George）”，1996年他们在其时尚兴趣中加入了音乐元素，录制了单曲唱碟，在现代电子乐节拍下他们吟唱道“D&G即是爱”（杜嘉班纳2011）。1997年，公司营业额已高达4个亿，欣喜之余两位搭档设计师宣布计划于40岁退休，显然他们并未兑现这一承诺（多梅尼科）。

## 多尔切和加巴纳所著图书
除了设计服装外，多尔切和加巴纳还共同撰写了近24册图书，重点介绍摄影描述以及他们自己的作品系列。许多这些图书的收益都捐献给了慈善机构，包括儿童行动网络（Children’s Action Network）和学校无边界基金会（Butterfly Onlus “école sans frontières” Foundation）。以下是他们的文学作品书目：
- 10 Anni Dolce & Gabbana（设计工作室第一个十年中最重要的广告及编辑图片集[65]
- Wildness[66]
- Animal[67]
- Hollywood（后1985时代电影明星的100余张照片）[68]
- Calcio（44位足球运动员、3支球队和2位教练的照片）[69]
- A.C. Milan[70]
- Music（介绍150余位全球公认的音乐家）[71]
- 20 Years Dolce & Gabbana（按时间顺序排列的工作室所设计的每一系列图片史，采用了1000余张照片）[28]
- Milan[72]
- 2006 Italia（该书庆祝意大利赢得2006年世界杯）[73]
- Fashion Album（含有400余幅图片，向杜嘉班纳系列伟大的摄影师致以崇高的敬意）[74]
- Secret Ceremony[75]
- Family（该书侧重于男人的生活中心——家庭）[28]
- The Good Shepherd（该书描述了穿杜嘉班纳服装的普通牧羊人的生活）[76]
- Milano Beach Soccer[28]
- Diamonds & Pearls[77]
- 20 Years of Dolce & Gabbana for Men[78]
- Icons 1990-2010[79]
- Fashion Shows 1990 – 2010[80]
- Nazionale Italiana: South Africa 2010（该书以系列图片展示2010年国际足协世界杯赛前训练期间的意大利国家足球队）[81]
- Uomini[82][83]
- Milan Fashion Soccer Players Portraits[84]
- David Gandy（该书跟踪描述了男模大卫ˑ甘迪（David Gandy）一整年的生活）[85]
- Campioni[86]

## 展厅及展览
杜嘉班纳在1995年夏季开设了La sede di via San Damiano工作室。在2002年，他们的七层新大楼开张，楼中设有综合精品店及公司展厅Lo showroom di via Goldoni，将其位于温满塔里广场（Piazza Umanitaria）的前主展厅迁入。随后在2006年7月，杜嘉班纳在米兰开设了5,000平方英尺的秀场Lo showroom di via Broggi。该设计工作室还在米兰购买了Il Metropol剧院，这是一间建于20世纪40年代历史悠久的电影院。该剧院经翻新后于2005年9月重新开放。在2006年，杜嘉班纳开张了IL GOLD，该营业场所建有咖啡厅、酒吧、小酒馆和餐厅区域。之前两位搭档曾于2003年联合开张了一家名为Martini 的酒吧，他们将该酒吧建于其米兰男士系列展厅。后来2006年在其上海展厅又开张了一家Martini酒吧。截至2009年，杜嘉班纳已有93家精品门店、11家厂家直销店，产品销往全球80余个国家。总计他们共有251家专卖店。
除了为其产品系列开发时尚秀和广告宣传外，杜嘉班纳还利用他们自己的展厅举办摄影展和其他艺术展。在Il Metropol开张不久后，他们在大堂主办了艺术家罗恩ˑ阿拉德（Ron Arad）的两场展览：Blo-Glo（2006年4月至2007年4月）和Bodyguards（2007年4月下旬）。此外，他们还举办了多场摄影展，于2007年展出了恩佐ˑ塞莱里奥（Enzo Sellerio）的作品，并于2008年展出了赫伯特ˑ李斯特（Herbert List）的作品。在2011年，杜嘉班纳和Studio Piuarch联合举办了开放活动和建筑展，展示了该建筑事务所自1996年以来的各种建筑设计和项目。Studio Piuarch于2006年建造了杜嘉班纳总部，正是在该总部举办了这一建筑展和开放活动。
多尔切和加巴纳还利用其展厅举办新书发行活动以及有关其服装的摄影展，如2011年他们的新书《David Gandy》（大卫ˑ甘迪）的发行活动。当然，他们也利用其它场地，如米兰法理宫（Palazzo della Ragione），他们于2009年5月在此地举办了一场摄影展，展出了从美国版《Vogue》杂志过去90年历史中精选的100余幅图片。此次展览名为Vogue极致之美（Extreme Beauty in Vogue）。
此外，公司还在莱尼亚诺和恩锡萨恩瓦德阿诺拥有生产厂。

## 門市
杜嘉班纳在43個國家擁有287間門店。

### 中國大陸
根據D&G官網，2018年11月該品牌在中國12座城市共有58家門市，一線城市分佈在北京（5家）、上海（4家）、廣州（1家）及深圳（1家）；2019年7月該品牌在中國25座城市共有53家門市，一線城市分佈在北京（7家）、上海（5家）、廣州（2家）及深圳（2家），其中港澳各有6間。
2019年第一季度Dolce & Gabbana在微博的社交媒体参与度同比暴跌98%，在天猫、京东甚至Net-a-Porter（隸屬全球最大时尚电商Yoox Net-A-Porter集團，簡称YNAP）中国官网上依旧搜不到Dolce & Gabbana的产品。

### 港澳
香港擁有7家門市及澳門有4家。

### 日本
東京擁有4家門市，京都2家、大阪3家、神戶1家及福岡1家。

### 韓國
首爾擁有6家門市及釜山有1家。

## 爭議

### 廣告爭議
2007年1月10日，英國的廣告監督單位「ASA」（Advertising Standards Authority）公開批評杜嘉班纳的廣告，因為在廣告中的模特兒揮舞炫耀了刀子。

### 涉嫌逃稅
2010年，意大利政府控訴杜嘉班纳逃稅4.2億歐元（約42億港元），並被控兩名創辦人，法院於2011年4月判決他們無罪後，最高法院在同年11月推翻判決。國內人民後來更要求兩人道歉。不過杜嘉班纳創辦人之一Stefano Gabbana在twitter上直斥意大利政府是「小偷」，更揚言撤資，激怒大批意國網民怒斥。

### 禁止香港人拍攝風波
2012年1月，有香港人在D&G位于香港九龙尖沙咀广东道海港城的分店店外的人行道上进行摄影时，被商场保安员禁止摄影及驱赶。但该店准许包括中国大陆游客在内的外地游客进行摄影，被香港本地人认为是不平等待遇，事件引起群众于该分店外集会、摄影及示威。最终以杜嘉班纳位于意大利米兰的总部发表声明道歉告终。

### 「最愛性交」和「HONGKONG」女裝上衣
杜嘉班纳推出了一款女裝上衣，上衣胸前位置印上簡體字「最愛性交」，下方為兩條頭分別朝向左右及尾部連接的龍形圖案，其下為香港區徽及英文「HONGKONG」，此設計推出後隨即惹來香港網民嚴詞斥責設計侮辱香港女性，很多香港網民對於上衣設計大表反感，認為是挑釁、侮辱及傷害香港人感情。此外，該款女裝上衣印有香港區徽，違反《區旗及區徽條例》。禮賓處於2012年11月10日回覆報道查問指出，不評論個別個案，但是於上衣上使用香港區徽，必須於事先向行政署署長申請批准。

### 設計師反婚姻平權
D&G出櫃同志設計師杜查與加巴納公開強調傳統家庭價值，反同婚、反同志伴侶領養小孩，甚至說代理孕母生的小孩是「合成物」，遭人發起拒買活動並狠批品牌該改名為「Douche＆Garbage」。

### 辱华爭議
2017年4月，杜嘉班納發佈「Dolce & Gabbana Loves China」系列照片，讓精心打扮的模特兒和各式各樣的途人影相。惟出鏡的途人大多沒有特意打扮，被部分網民質疑「刻意醜化中國形象」。
2018年11月，杜嘉班纳为同月在上海世博中心举行的时装秀“The Great Show”宣传，发布了融合中西方饮食文化的宣传片《起筷吃饭》，这组总共三期的广告描述的是一个名叫「左也」的中国模特用筷子吃意大利美食，但发现筷子和意大利美食并不怎么搭配的过程。DG曾表示这组广告是一个名为“DG爱中国”的系列活动中的一部分。对于这组广告，部分中國人看了觉得这组广告有种族歧视的嫌疑，認為这是在侮辱中国人和亚洲人的飲食方式。部分網民得出出鏡的女性是中國模特左也後，紛紛到左也的社交媒體賬戶留言表達不滿，為此左也修改賬戶名，沒有正面做出回應。但其所屬的模特兒公司则辯護稱：模特兒無法預測剪輯等預測後果，事件不代表公司及當事模特兒立場。
而其后杜嘉班纳创始人之一的史蒂法诺·加巴纳在自己的Instagram上回复一名越南裔模特对该系列宣传片的质疑时，多次使用侮辱性词汇，受邀出席时装秀的迪丽热巴、陈坤等中国大陆艺人以及霍建华、王大陆等台湾艺人纷纷宣布将不会参加该活动。而杜嘉班纳官方稍后回应称是加巴纳的Instagram账号被盗，并不是其本人发布的言论，同时致歉。最终该时装展宣布取消。同日杜嘉班纳中华区代言人王俊凯和迪丽热巴，宣布解除与杜嘉班纳的一切合作关系。加巴納在第三度回應時並未承認品牌宣傳存在種族主義傾向，反指若真如此就不會花時間在日本和中國演出，聘請中國模特兒，同時對網民表現表示遺憾。
事发之后，众多电商平台纷纷将D&G产品下架，相關销售渠道完全被關閉，但官网可以正常购买。D&G也被中国大陆舆论批评道歉无诚意（全文没有“sorry”或者“apologize”之类的字眼），还在instagram上删评论和关闭微博评论，并且指责其“还想捞一笔”“向人民币道歉”。中华人民共和国外交部发言人耿爽就此事回应称中方不希望此事上升为外交问题，但外界应了解中国民众如何看待这一问题。不過，《環球時報》總編輯胡錫進則表示網民對於的反應過大，形似九一八事變或盧溝橋事件，認為只要公司道歉，即便道歉並不真誠而是被逼作出，市場也沒必要封殺該公司，強調「強大、豁達、包容，同時兼具這些品格的中國最能讓對外開放大放異彩」。
11月23日杜嘉班納兩位創始人在官方微博上傳兩人的致歉影片，並在最後用中文說“對不起”，此影片於24日15時才在官方Instagram與臉書貼出。
不过，在截至2019年3月的一个财年里，这家尚未上市的私人企业销售额为13.8亿欧元，依然增长了 4.9%，其中亚太地区销售额占总销售额的比例从去年同期的 25% 仅下滑至 22%。同时，虽然公司联合创始人多梅尼科·多尔切（Domenico Dolce）和史蒂法诺·加巴纳（Stefano Gabbana）在2019年年初发布的当年《福布斯》全球亿万富豪排行榜中跌出榜单（财富未达到10亿美元），但在2020年《福布斯》全球亿万富豪排行榜中，两人均以11亿美元的财富并列1851名再次上榜。不过相比于上次二人上榜的2018年《福布斯》全球亿万富豪排行榜，两人当时均以17亿美元的财富并列1394名，财富仍有减少。
2019年初，杜嘉班納在意大利发动对Diet Prada的诽谤诉讼，后者因举报“DG爱中国”活动导致杜嘉班納受到经济损失，并要求Dolce＆Gabbana赔偿300万欧元、Stefano Gabbana赔偿100万欧元。
2021年，英籍香港歌手莫文蔚在新歌《婦女新知 2021》的音樂錄影帶中身穿杜嘉班納的服飾拍攝當中的一個造型。但此舉隨後引發內地網民留言批評，更登上微博熱搜第一位。其工作室於6月13日發文道歉並將音樂錄影帶下架，有關宣傳照也被刪除。這是自杜嘉班納爆發辱華風波以來，首次有華籍藝人因此捲入事件的案例。

## 外部連結
- Dolce&Gabbana官方網站（页面存档备份，存于）（英文）
- Dolce&Gabbana的Facebook專頁
- Dolce&Gabbana的Instagram帳戶
- Dolce&Gabbana的X（前Twitter）